# Laurent Deviau de Saint-Sauveur
Pour les articles homonymes, voir Saint-Sauveur.
Laurent Deviau de Saint-Sauveur, né le 22 mai 1756 à Chazelles (Charente), mort le 17 août 1836 au château de La Couronne à Marthon (Charente), est un général français de la Révolution et de l’Empire.

## Biographie
Fils de François de Viaud, seigneur de La Charbonnière, et de Marguerite du Lau. Baptisé le jour de sa naissance, il a pour parrain, Laurent Le Blanc, lieutenant des chirurgiens d'Angoulême, et pour marraine, Marie Penot.
Il entre en service comme sous-lieutenant au régiment de Bassigny le 5 mai 1772. Lieutenant en second le 15 août 1779, lieutenant de chasseurs le 25 août 1780, premier lieutenant le 11 mai 1785, et il reçoit son brevet de capitaine le 1er janvier 1791.
En 1792, il fait les campagnes à l’armée du Rhin sous Custine, et en 1793, il est au siège de Mayence, pendant lequel, il enlève les redoutes de Salzbach dans la nuit du 6 juillet 1793.  Il est nommé adjudant-général chef de brigade provisoire le 21 juillet suivant, et confirmé dans ce grade le 25 prairial an III (13 juin 1795). 
Passé à l’armée de l’Ouest, il participe à la bataille de Cholet le 26 vendémiaire an II (17 octobre 1793), où il est grièvement blessé en chargeant l’ennemi à la tête du 32e régiment d'infanterie et de cinq bataillons de la Haute-Saône.
En l’an IV, il est employé dans la 14e division militaire, en l’an VI, il est à l’armée d’Angleterre, et en l’an VII à l’Armée de Mayence et du Danube. Le 1er vendémiaire an XI (23 septembre 1802), il se trouve à l’armée du Rhin, quand par arrêté du 8 germinal an IX (29 mars 1801), le premier consul confirme sa promotion au grade de général de brigade. 
Après une année de non activité, il prend un commandement dans la 9e division militaire en Aveyron. Il est fait chevalier de la Légion d’honneur le 19 frimaire an XII (11 décembre 1803) et commandeur du même ordre le 25 prairial an XII (14 juin 1804). 
Le 29 juillet 1806, le ministre de la guerre le met à la disposition du vice-roi d'Italie, et ce prince l’envoie dans les Provinces illyriennes le 9 novembre 1810.
Il demande et obtient sa retraite le 6 août 1811. Depuis cette date, il n'occupe plus aucune fonction publique.
Il meurt le 17 août 1836, au château de La Couronne à Marthon, à l'âge de 80 ans.

## Sources
- A. Lievyns, Jean Maurice Verdot, Pierre Bégat, Fastes de la Légion-d'honneur, biographie de tous les décorés accompagnée de l'histoire législative et réglementaire de l'ordre, tome 3, Bureau de l’administration, 1844, 565 p. (lire en ligne), p. 179
- « Cote LH/766/10 », base Léonore, ministère français de la Culture
- Thierry Pouliquen, « Les généraux français et étrangers ayant servis [sic] dans la Grande Armée » (consulté le 2 septembre 2013)
- (en) « Generals Who Served in the French Army during the Period 1789 - 1814: Eberle to Exelmans »